# Scheschi
Scheschi war ein altägyptischer König (Pharao) der Zweiten Zwischenzeit. Ihm wird meist der Thronname Maa-ib-Re zugeschrieben, da Scheschi der häufigste auf Skarabäen belegte Eigenname eines Herrschers dieser Zeit ist und die Skarabäen mit diesem Thronnamen wiederum die häufigsten ihrer Zeit sind. Die Skarabäen fanden sich von Nubien bis Palästina. Die genaue Einordnung Scheschis bereitet jedoch Schwierigkeiten und wird in der Forschung kontrovers diskutiert, so halten ihn einige Forscher für identisch mit einem der Hyksos-Herrscher der 15. Dynastie. So identifiziert ihn Jürgen von Beckerath als Beon, William A. Ward hingegen als Iannas, in dem wiederum für gewöhnlich Chajan gesehen wird.
Darrell D. Baker platziert ihn in die 14. Dynastie. Möglicherweise heiratete Scheschi eine Nubierin namens Tati, die als einzig bekannte Königin dieser Dynastie gilt. Ihr Name wird mit einer Kartusche umrandet, was für diese Zeit recht ungewöhnlich ist. Tati war die Mutter von König Nehesy, der kurz vor Scheschi’s Tod als Koregent eingesetzt wurde.

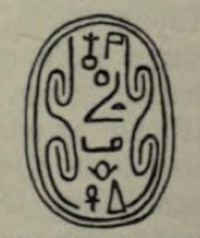
Skarabäus des Scheschi
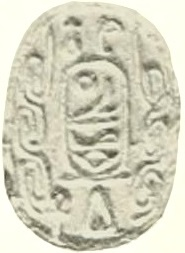
Skarabäus des Scheschi, British Museum, EA42477
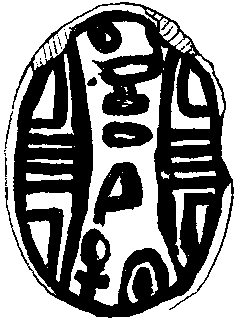
Skarabäus des Scheschi, Museo Civico Archeologico, Bologna, KS 2763
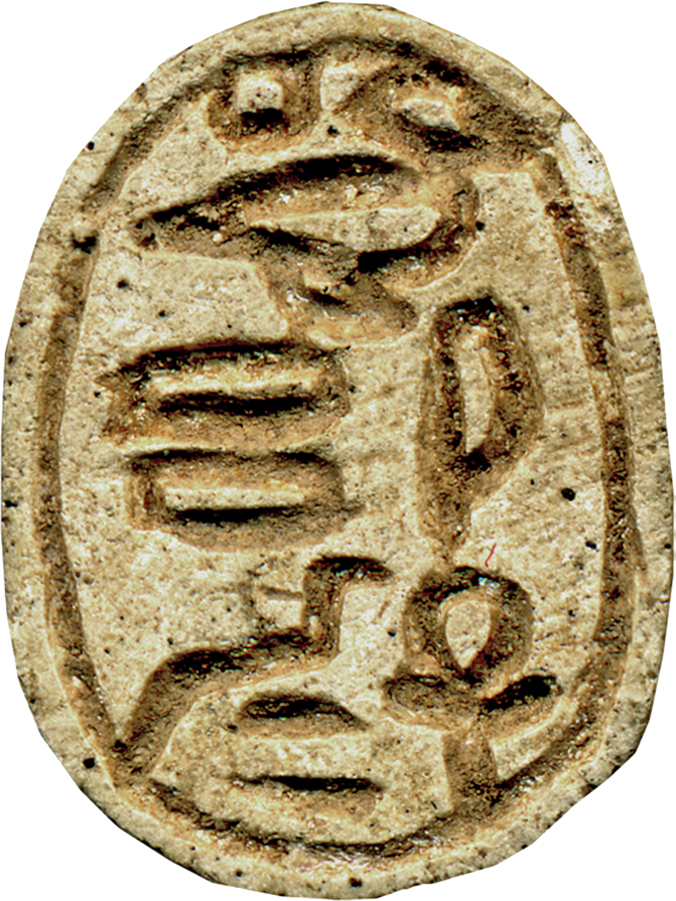
Skarabäus des Scheschi, Walters Art Museum, 4215
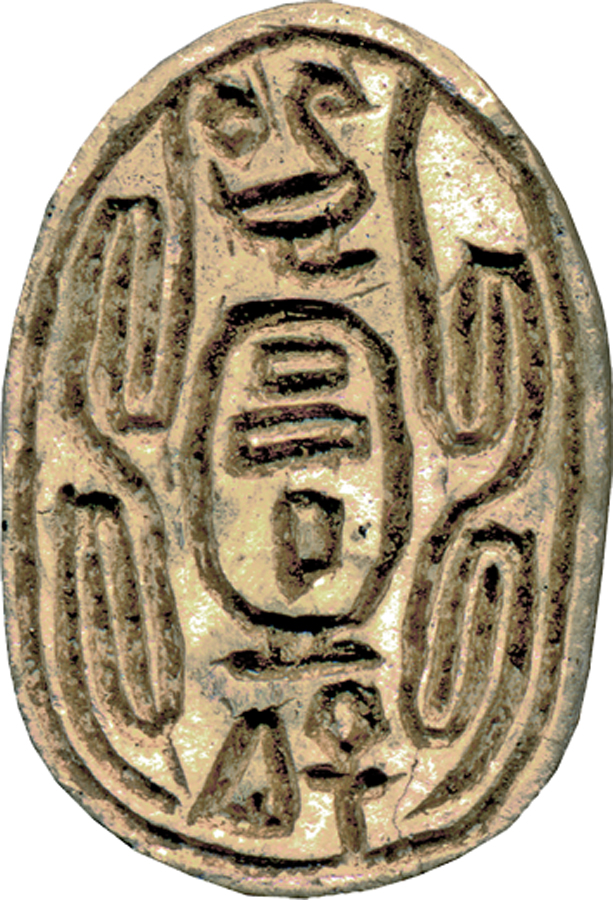
Skarabäus des Scheschi, Walters Art Museum, 4217
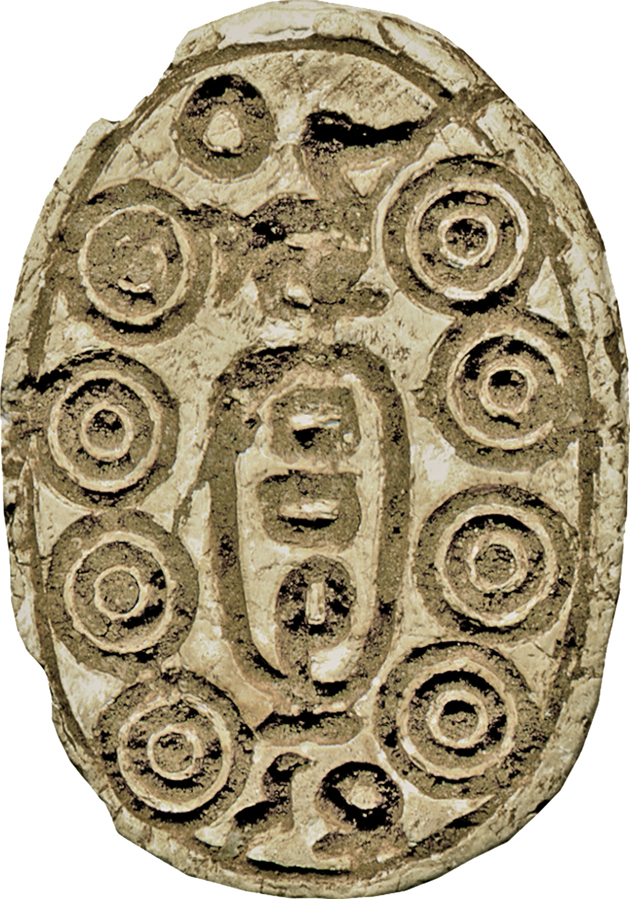
Skarabäus des Scheschi, Walters Art Museum, 4226